# Juana del Río
Juana del Río (Bogotá, 15 de julio de 1991)  es una actriz colombiana de teatro, cine y televisión.

## Carrera
Inicia sus estudios de ballet en 1996. Durante su infancia y adolescencia acumula premios y participaciones en diferentes festivales de teatro infantil y de ballet. 
Es maestra en Artes de la Escena de la Casa del Teatro Nacional Archivado el 22 de septiembre de 2021 en Wayback Machine., participó en varios talleres de actuación, entre los que se destacan el Taller La Acción Física y el Fluir Energético; Un enfoque psicofísico para el oficio del actor con el maestro Terence Cranendonk y el taller de actuación con Gianluca Barbadori. Fue monitora del taller de actuación y dirección con Gabor Tompa, director del Teatro Cluj en Rumania.

## Filmografía

### Televisión
| Año     | Título                   | Personaje                   | Canal              | Ref.  |
| ------- | ------------------------ | --------------------------- | ------------------ | ----- |
| 2016-17 | La ley del corazón       | María Fernanda Segura       | Canal RCN          |       |
| 2017    | Sin senos sí hay paraíso | Andrea Pachón               | Telemundo          |       |
| 2018    | La ley secreta           | Amelia Gómez / Rosa Arias   | Netflix            |       |
| 2019    | Frontera verde           | Helena Poveda               | Netflix            |       |
| 2020    | Amar y vivir             | Celeste "Chacha" Villamarín | Caracol Televisión |       |
| 2020    | De brutas, nada          |                             | Amazon Prime Vídeo | [ 1 ] |
| 2024    | El colombiano de Keko    |                             | Movie Box          | [ 2 ] |

### Reality
| Año  | Título                   | Rol          | Canal          |
| ---- | ------------------------ | ------------ | -------------- |
| 2007 | Reality Latitud 4-13 sur | Participante | Señal Colombia |

### Cine
| Año  | Título                                  | Personaje      | Notas                                                | Ref.        |
| ---- | --------------------------------------- | -------------- | ---------------------------------------------------- | ----------- |
| 2016 | Sangre y Levadura                       |                | Cortometraje ganador de Sallylores                   |             |
| 2020 | Bendita rebeldía                        | Andrea         |                                                      |             |
| 2021 | Agua Rosa                               | Marcela        | Cortometraje coproducción Alemania, Suecia, Colombia |             |
| 2023 | Historia de un crimen: Mauricio Leal    | Fiscal Rebecca |                                                      |             |
| 2024 | Bogotá: Tierra de últimas oportunidades | Carla          | Rodada en 2020 y 2021                                | [ 3 ] [ 4 ] |

### Teatro
- 2018 - El bolero de Rubén (2018) Teatro galería Cafam Bogota
- 2016 - “Curare” Primera Temporada en La Maldita Vanidad, junio-julio de 2016. Segunda Temporada en Casa E, septiembre-octubre de 2016.
- 2015 - “Catatonia” Primera Temporada en A Seis Manos (2014), Segunda Temporada en La Casa del Teatro Nacional (2015), Tercera Temporada en Sala Arlequín de casa E (2015) Seleccionada para el Festival Iberoamericano de Teatro de Bogotá 2016. Escrita dirigida por Juan Carlos Mazo.
- 2014 - “El Bolero de Rubén” escrita y dirigida por Juan Carlos Mazo, 2013. Seleccionada para el Festival Iberoamericano de Teatro de Bogotá 2014 y en temporada en Casa E, en abril y mayo de 2014.
- 2013 - “Mentiras el Musical” producción del Teatro Nacional bajo la dirección de Jorge Hugo Marín
- 2012 - “Bogotá Bio lenta” bajo la dirección de Jhon Alex Toro
- 2012 - “Hey Girl!” bajo la dirección del Romeo Castellucci
- 2011 - “Lo que más Miedo” Escrita y dirigida por Fabio Rubiano
- 2011 - “La Tempestad” de Shakespeare, bajo la dirección de Adela Donadío
- 2010 - “La Boda de los Pequeños Burgueses” de Bertolt Brecht, bajo la dirección de Brunilda Zapata
- 2010 - “Fando y Lis” de Fernando Arrabal, bajo la dirección de Marlon Erazo
- 2006 - “La Niña del Sur” adaptación sobre la vida de Eva Perón de María Teresa Botero y dirección de Juan Alberto Galvis
- 2005 -“Opera Prima” adaptación de María Teresa Botero y dirección de Juan Alberto Galvis
- 2005 - “El Mago de Oz” adaptación de María Teresa Botero y dirección de Juan Alberto Galvis
- 2004 - “El Principito” adaptación de María Teresa Botero y dirección de Juan Alberto Galvis
- 2003 - “Luna de Colores” adaptación de María Teresa Botero y dirección de Juan Alberto Galvis
- 2000 - “Super Gift from Heaven”, adaptación de María Teresa Botero y dirección de Juan Alberto Galvis
- 1998 - “The Christmas Dragón”, adaptación de María Teresa Botero y dirección de Juan Alberto Galvis[5]

## Premios y/o Nominaciones

### Premios TVyNovelas
| Año  | Categoría                     | Producción         | Resultado |
| ---- | ----------------------------- | ------------------ | --------- |
| 2017 | Mejor actriz/actor revelación | La ley del corazón | Nominada  |

### Premios India Catalina
| Año  | Categoría                | Producción         | Resultado |
| ---- | ------------------------ | ------------------ | --------- |
| 2017 | Mejor revelación del año | La ley del corazón | Nominada  |

### Produ Awards
| Año  | Categoría               | Telenovela o Serie | Resultado |
| ---- | ----------------------- | ------------------ | --------- |
| 2019 | Mejor actriz revelación | La ley secreta     | Nominada  |

### Otros premios
- 2017 - Ganadora del premio otorgado por ACA (asociación colombiana de actores) y Revista 15 minutos como actriz revelación.